# Praia de Paulas
A praia de Paulas compreende um conjunto de quatro pequenas praias localizadas no município de São Francisco do Sul, no estado brasileiro de Santa Catarina: Ingleses, Figueira, Salão e Calixto. Localizadas ao lado do centro histórico da cidade, tem como principal atrativo as atividades motonáuticas, pesqueiras e venda de frutos do mar para o restante do município.